# Sälgvedgeting
Sälgvedgeting (Symmorphus angustatus) är en stekelart som först beskrevs av Zetterstedt 1838. Enligt Catalogue of Life ingår Sälgvedgeting i släktet vedgetingar, och familjen Eumenidae, men enligt Dyntaxa är tillhörigheten istället släktet vedgetingar, och familjen getingar. Enligt den finländska rödlistan är arten nära hotad i Finland. Arten är reproducerande i Sverige. Artens livsmiljö är skogar. Inga underarter finns listade i Catalogue of Life.